# آرای‌اف-۹۷۷

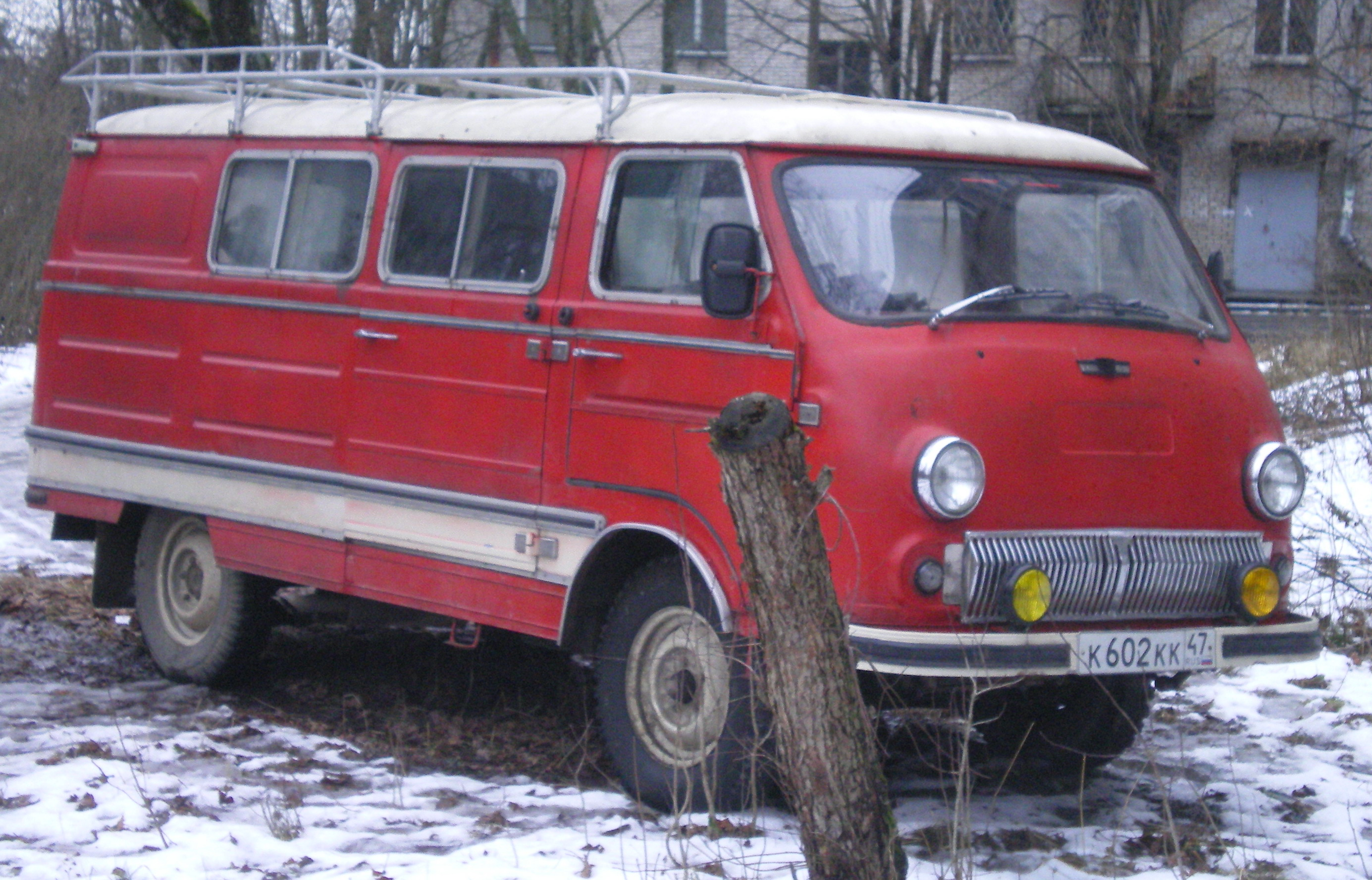

آرای‌اف-۹۷۷ (RAF-977) خودرویی است که در سال‌های ۱۹۵۸ تا ۱۹۷۶در ایروان تولید شده‌است. طول آن در حالت طبیعی ۴٬۹۰۰ میلیمتر (۱۹۳ اینچ) و عرض آن در حالت طبیعی ۱٬۸۱۵ میلیمتر (۷۱ اینچ) است.
موتور آن ۲۴۴۵ سی‌سی سیستم جعبه‌دندهٔ آن ۳ دنده به صورت دستی است.